# Maren Skjøld
Maren Skjøld (* 29. September 1993 in Oslo) ist eine ehemalige norwegische Skirennläuferin. Sie startete für den Gjøvik SK und war vor allem im Slalom sowie in der Alpinen Kombination erfolgreich.

## Biografie
Skjøld bestritt im November 2008 ihre ersten FIS-Rennen, blieb aber zunächst ohne nennenswerte Erfolge. Im Februar 2010 gewann sie ihr erstes Rennen, ein FIS-Riesenslalom im norwegischen Hakadal. Nachdem sie bis einschließlich der Saison 2011/12 hauptsächlich in FIS-Rennen zum Einsatz gekommen war, bestritt sie Ende November 2012 in Vemdalen ihre ersten Rennen im Europacup, verpasste die Punkteränge aber zunächst noch klar. Anfang 2013 zeigte sie sich mit zwei Siegen in FIS-Rennen sowie mehreren Platzierungen unter den besten zehn vor allem im Slalom deutlich verbessert.
Seit der Saison 2013/14 startet Skjøld regelmäßig im Europacup und gewann am 13. Dezember 2013 als 25. des Slaloms von Andalo Paganella ihre ersten Punkte in dieser Rennserie. Im selben Winter nahm sie im slowakischen Jasná zum einzigen Mal an Juniorenweltmeisterschaften teil und erreichte dort als bestes Ergebnis Rang elf in der Super-Kombination. Bei den norwegischen Meisterschaften gewann sie zum Abschluss der Saison hinter Lotte Smiseth Sejersted und Mina Fürst Holtmann die Bronzemedaille in der Abfahrt.
Im folgenden Winter erreichte sie ihren ersten Podestplatz in einem Europacuprennen, als sie in der Alpinen Kombination von Hinterstoder hinter Marion Pellissier und Lena Dürr Rang drei belegte. Bei den norwegischen Meisterschaften in Hemsedal gewann Skjøld in dieser Disziplin den Titel und zudem die Bronzemedaille in Super-G und Riesenslalom. Zu Beginn der Europacupsaison 2015/16 gewann sie am 12. Dezember 2015 in Kvitfjell die Alpine Kombination und feierte damit ihren ersten Sieg in dieser Rennserie. Gut einen Monat später, am 15. Januar 2016, gab sie beim Slalom von Flachau ihr Debüt im Weltcup, konnte sich allerdings nicht für den zweiten Durchgang qualifizieren. Ihre ersten Weltcuppunkte gewann sie am 15. Februar 2016 als 24. des Slaloms von Crans-Montana. Ihre bisher beste Weltcupplatzierung erzielte sie am 28. Februar 2016 als 17. der Alpinen Kombination von Soldeu. Am Ende des Winters Skjøld als erste norwegische Europacup-Gesamtsiegerin fest und konnte ebenfalls die Slalom- und Kombinationswertung für sich entscheiden. Bei den Olympischen Winterspielen 2018 in Pyeongchang gewann sie – ohne selbst zum Einsatz gekommen zu sein – die Bronzemedaille im Mannschaftswettbewerb.
In der Saison 2018/19 verlor Skjøld allmählich den Anschluss an die Weltspitze und kam nicht über einen 13. Platz hinaus, im Winter 2019/20 hatte sie nur ein einziges zählbares Ergebnis. Da sie für die Saison 2020/21 nicht mehr für die Nationalmannschaft berücksichtigt wurde, erklärte sie am 3. Juni 2020 ihren Rücktritt.

## Erfolge

### Olympische Spiele
- Pyeongchang 2018: 3. Mannschaftswettbewerb, 22. Slalom

### Weltmeisterschaften
- St. Moritz 2017: 13. Slalom
- Åre 2019: 16. Slalom

### Weltcup
- 4 Platzierungen unter den besten zehn

### Weltcupwertungen
| Saison  | Gesamt | Gesamt | Slalom | Slalom | Kombination | Kombination |
| Saison  | Platz  | Punkte | Platz  | Punkte | Platz       | Punkte      |
| ------- | ------ | ------ | ------ | ------ | ----------- | ----------- |
| 2015/16 | 92.    | 34     | 41.    | 20     | 32.         | 14          |
| 2016/17 | 44.    | 177    | 12.    | 177    | –           | –           |
| 2017/18 | 53.    | 154    | 20.    | 145    | 34.         | 9           |
| 2018/19 | 72.    | 62     | 28.    | 62     | –           | –           |
| 2019/20 | 105.   | 14     | 40.    | 14     | –           | –           |

### Europacup
- Saison 2014/15: 7. Kombinationswertung
- Saison 2015/16: 1. Gesamtwertung, 1. Slalomwertung, 1. Kombinationswertung, 10. Super-G-Wertung
- Saison 2016/17: 6. Slalomwertung
- 9 Podestplätze, davon 4 Siege

| Datum             | Ort       | Land        | Disziplin          |
| ----------------- | --------- | ----------- | ------------------ |
| 12. Dezember 2015 | Kvitfjell | Norwegen    | Alpine Kombination |
| 22. Januar 2016   | Oberjoch  | Deutschland | Slalom             |
| 17. März 2016     | La Molina | Spanien     | Slalom             |
| 5. Dezember 2016  | Trysil    | Norwegen    | Slalom             |

### Juniorenweltmeisterschaften
- Jasná 2014: 11. Super-Kombination, 14. Slalom, 19. Riesenslalom, 25. Abfahrt, 32. Super-G

### Weitere Erfolge
- 1 Norwegischer Meistertitel (Kombination 2015)
- 13 Siege in FIS-Rennen